# Festival RTP da Canção 1969
O VI Grande Prémio TV da Canção 1969 foi o sexto Festival RTP da Canção, e teve lugar no dia 24 de Fevereiro de 1969, no Teatro São Luiz, em Lisboa.
Lurdes Norberto foi a apresentadora do festival que foi ganho por Simone de Oliveira com a canção Desfolhada Portuguesa.

## Festival
No dia 24 de Fevereiro teve lugar no Teatro S. Luiz o VI Grande Prémio TV da Canção Portuguesa que tinha como objetivo principal selecionar a canção que nos iria representar no ESC, que em 1969 acontecia em Madrid, Espanha.
O número de canções apuradas para este festival foi de dez e mais uma vez o evento reunia alguns dos maiores nomes do panorama artístico de então que se misturavam com o emergir de novos valores. No primeiro grupo estiveram, por ordem de desfile, Simone de Oliveira, Valério Silva, Madalena Iglésias, Artur Garcia, Duo Ouro Negro e Maria da Fé. No segundo grupo subiram ao palco do S. Luiz: Daniel, Tereza Paula Brito, Lilly Tchiumba e Fernando Tordo.
"Desfolhada", com poema de Ary dos Santos e música de Nuno Nazareth Fernandes venceu incondicionalmente este festival com 94 pontos, deixando o tema "Tenho amor para amar" pelo Duo Ouro Negro a 45 pontos de distância, embora na 2ª posição.
Simone de Oliveira não foi a primeira escolha dos autores para defender a "Desfolhada" neste festival, tendo sido mesmo convidada a uma semana do evento. Porém, é difícil imaginar a Desfolhada sem Simone.
Só uma mulher com a sua frontalidade e coragem diria, naquela época, em direto para  todo o país: quem faz um filho, fá-lo por gosto.
Após o Festival da Canção o sucesso da "Desfolhada" foi aumentando e depressa passou a ser a canção do ano em vendas e em passagens nas rádios.
Ainda hoje esta canção é conhecida por todas as gerações, mesmo as mais recentes. Este é um dos grandes temas de sempre de toda a música portuguesa.
| #    | Artista            | Canção                  | Letra (l) / Música (m)                                              | Classificação | Pontuação |
| ---- | ------------------ | ----------------------- | ------------------------------------------------------------------- | ------------- | --------- |
| 1º   | Simone de Oliveira | "Desfolhada Portuguesa" | Nuno Nazareth Fernandes (m), José Carlos Ary dos Santos (l)         | 1.º           | 94        |
| 2.º  | Daniel             | "Os fios da esperança"  | Fernando Poitier (m), Fernando Vieira (l)                           | 8º            | 9         |
| 3.º  | Teresa Paula Brito | "Buscando um horizonte" | Victor Marques Dinis (m), António Leitão e Victor Marques Dinis (l) | 10º           | 6         |
| 4.º  | Lilly Tchiumba     | "Flor Bailarina"        | Maria Guiomar Garcia (m), António Leitão (l)                        | 9º            | 7         |
| 5.º  | Valério Silva      | "Sol da manhã"          | Manuel Viegas (m & l)                                               | 3º            | 33        |
| 6.º  | Madalena Iglésias  | "Canção para um poeta"  | Carlos Canelhas (m), Maria Amália Ortiz da Fonseca (l)              | 6º            | 11        |
| 7.º  | Artur Garcia       | "Sombra de ninguém"     | António Andrade (m), António José (l)                               | 6º            | 11        |
| 8.º  | Duo Ouro Negro     | "Tenho Amor Para Amar"  | João Maria Tudella e Fernando Alvim (m), João Maria Tudella (l)     | 2º            | 49        |
| 9.º  | Fernando Tordo     | "Cantiga"               | José Firmino Morais Soares (m), José Henrique Rodrigues Dias (l)    | 5º            | 23        |
| 10.º | Maria da Fé        | "Vento do norte"        | António Braga dos Santos (m), Francisco Nicholson (l)               | 4º            | 27        |

### Resultados
O júri esteve sediado nas 18 capitais de distrito de Portugal Continental, as quais dispunham, cada uma, de 15 votos para distribuir conforme entendessem pelas canções concorrentes. O júri foi chamado a votar segundo a ordem alfabética dos respetivos distritos:
| Júri Nacional                | Canções Pontuadas | Canções Pontuadas | Canções Pontuadas | Canções Pontuadas | Canções Pontuadas | Canções Pontuadas | Canções Pontuadas | Canções Pontuadas | Canções Pontuadas | Canções Pontuadas |
| ---------------------------- | ----------------- | ----------------- | ----------------- | ----------------- | ----------------- | ----------------- | ----------------- | ----------------- | ----------------- | ----------------- |
| Júri Nacional                | 1                 | 2                 | 3                 | 4                 | 5                 | 6                 | 7                 | 8                 | 9                 | 10                |
| Distrito de Aveiro           | 8                 |                   |                   |                   | 2                 |                   | 1                 | 4                 |                   |                   |
| Distrito de Beja             | 4                 |                   |                   |                   | 7                 | 1                 |                   |                   |                   | 3                 |
| Distrito de Braga            | 3                 |                   |                   |                   | 3                 | 2                 | 6                 |                   |                   | 1                 |
| Distrito de Bragança         | 1                 |                   |                   | 3                 |                   |                   |                   | 3                 | 5                 | 3                 |
| Distrito de Castelo Branco   | 5                 | 1                 |                   |                   | 2                 |                   |                   | 1                 | 4                 | 2                 |
| Distrito de Coimbra          | 4                 |                   | 2                 | 3                 | 1                 | 1                 |                   | 3                 | 1                 |                   |
| Distrito de Évora            | 14                |                   |                   |                   | 1                 |                   |                   |                   |                   |                   |
| Distrito de Faro             | 4                 | 1                 |                   |                   |                   |                   |                   | 6                 | 1                 | 3                 |
| Distrito de Guarda           | 6                 |                   |                   |                   | 1                 | 3                 |                   | 2                 | 2                 | 1                 |
| Distrito de Leiria           | 1                 |                   |                   |                   | 8                 |                   | 1                 | 2                 |                   | 3                 |
| Distrito de Lisboa           | 6                 | 1                 |                   |                   |                   | 1                 |                   | 4                 |                   | 3                 |
| Distrito de Portalegre       | 2                 |                   | 2                 |                   | 3                 | 1                 |                   | 7                 |                   |                   |
| Distrito de Porto            | 6                 | 1                 |                   |                   |                   | 2                 |                   |                   | 5                 | 1                 |
| Distrito de Santarém         | 3                 | 1                 | 2                 |                   |                   |                   |                   | 5                 |                   | 4                 |
| Distrito de Setúbal          | 9                 | 3                 |                   |                   |                   |                   |                   |                   | 3                 |                   |
| Distrito de Viana do Castelo | 9                 |                   |                   |                   | 2                 |                   | 1                 |                   | 1                 | 2                 |
| Distrito de Vila Real        | 4                 | 1                 |                   | 1                 | 3                 |                   | 2                 | 2                 | 1                 | 1                 |
| Distrito de Viseu            | 5                 |                   |                   |                   |                   |                   |                   | 10                |                   |                   |
| Total                        | 94                | 9                 | 6                 | 7                 | 33                | 11                | 11                | 49                | 23                | 27                |
| Lugar                        | 1º                | 8º                | 10º               | 9º                | 3º                | 6º                | 6º                | 2º                | 5º                | 4º                |
| Júri Nacional                | 1                 | 2                 | 3                 | 4                 | 5                 | 6                 | 7                 | 8                 | 9                 | 10                |
| Júri Nacional                | Canções Pontuadas |                   |                   |                   |                   |                   |                   |                   |                   |                   |

| Júri Nacional                | Canções Pontuadas | Canções Pontuadas | Canções Pontuadas | Canções Pontuadas | Canções Pontuadas | Canções Pontuadas | Canções Pontuadas | Canções Pontuadas | Canções Pontuadas | Canções Pontuadas |
| ---------------------------- | ----------------- | ----------------- | ----------------- | ----------------- | ----------------- | ----------------- | ----------------- | ----------------- | ----------------- | ----------------- |
| Júri Nacional                | 1                 | 2                 | 3                 | 4                 | 5                 | 6                 | 7                 | 8                 | 9                 | 10                |
| Distrito de Aveiro           | 8                 | 0                 | 0                 | 0                 | 2                 | 0                 | 1                 | 4                 | 0                 | 0                 |
| Distrito de Beja             | 12                | 0                 | 0                 | 0                 | 9                 | 1                 | 1                 | 4                 | 0                 | 3                 |
| Distrito de Braga            | 15                | 0                 | 0                 | 0                 | 12                | 3                 | 7                 | 4                 | 0                 | 4                 |
| Distrito de Bragança         | 16                | 0                 | 0                 | 3                 | 12                | 3                 | 7                 | 7                 | 5                 | 7                 |
| Distrito de Castelo Branco   | 21                | 1                 | 0                 | 3                 | 14                | 3                 | 7                 | 8                 | 9                 | 9                 |
| Distrito de Coimbra          | 25                | 1                 | 2                 | 6                 | 15                | 4                 | 7                 | 11                | 10                | 9                 |
| Distrito de Évora            | 39                | 1                 | 2                 | 6                 | 16                | 4                 | 7                 | 11                | 10                | 9                 |
| Distrito de Faro             | 43                | 2                 | 2                 | 6                 | 16                | 4                 | 7                 | 17                | 11                | 12                |
| Distrito de Guarda           | 49                | 2                 | 2                 | 6                 | 17                | 7                 | 7                 | 19                | 13                | 13                |
| Distrito de Leiria           | 50                | 2                 | 2                 | 6                 | 25                | 7                 | 8                 | 21                | 13                | 16                |
| Distrito de Lisboa           | 56                | 3                 | 2                 | 6                 | 25                | 8                 | 8                 | 25                | 13                | 19                |
| Distrito de Portalegre       | 58                | 3                 | 4                 | 6                 | 28                | 9                 | 8                 | 32                | 13                | 19                |
| Distrito de Porto            | 64                | 4                 | 4                 | 6                 | 28                | 11                | 8                 | 32                | 18                | 20                |
| Distrito de Santarém         | 67                | 5                 | 6                 | 6                 | 28                | 11                | 8                 | 37                | 18                | 24                |
| Distrito de Setúbal          | 76                | 8                 | 6                 | 6                 | 28                | 11                | 8                 | 37                | 21                | 24                |
| Distrito de Viana do Castelo | 85                | 8                 | 6                 | 6                 | 30                | 11                | 9                 | 37                | 22                | 26                |
| Distrito de Vila Real        | 89                | 9                 | 6                 | 7                 | 33                | 11                | 11                | 39                | 23                | 27                |
| Distrito de Viseu            | 94                | 9                 | 6                 | 7                 | 33                | 11                | 11                | 49                | 23                | 27                |
| Lugar                        | 1º                | 8º                | 10º               | 9º                | 3º                | 6º                | 6º                | 2º                | 5º                | 4º                |
| Júri Nacional                | 1                 | 2                 | 3                 | 4                 | 5                 | 6                 | 7                 | 8                 | 9                 | 10                |
| Júri Nacional                | Canções Pontuadas |                   |                   |                   |                   |                   |                   |                   |                   |                   |